# 韋特莫爾峰
71°28′S 167°35′E / 71.467°S 167.583°E
韋特莫爾峰（英語：Wetmore Peak），是南極洲的山峰，位於維多利亞地的彭內爾海岸，處於比爾勒山東北面11公里，屬於利特爾頓山脈的一部分，海拔高度2,120米，美國地質調查局根據測量和美國海軍拍攝的空中照片繪入地圖，現時由南極條約體系管理。

## 外部連結
- 本条目引用的公有领域材料来自美国地质调查局的文档 《韋特莫爾峰》 （資料來自地名信息系统）。